# Европско првенство у атлетици на отвореном 1962 — скок мотком за мушкарце
Такмичење у скоку мотком у мушкој конкуренцији на 7. Европском првенству у атлетици 1962. одржано је 13. и 15. септембра у Београду на стадиону ЈНА.
Титулу освојену у Стокхолму 1958, није бранио Елес Ландстрем из Финске.

## Земље учеснице
Учествовало је 23 такмичара из 13 земаља. 
1. Бугарска (1)
2. Исланд (1)
3. Грчка (1)
4. Југославија (3)
5. Немачка (3)
6. Норвешка (3)
7. Пољска (1)
8. Румунија (1)
9. Совјетски Савез (1)
10. Финска (3)
11. Француска (3)
12. Чехословачка (1)
13. Швајцарска (1)

## Рекорди
| Рекорди пре почетка Европског првенства 1962.     | Рекорди пре почетка Европског првенства 1962. | Рекорди пре почетка Европског првенства 1962. | Рекорди пре почетка Европског првенства 1962. | Рекорди пре почетка Европског првенства 1962. | Рекорди пре почетка Европског првенства 1962. |
| ------------------------------------------------- | --------------------------------------------- | --------------------------------------------- | --------------------------------------------- | --------------------------------------------- | --------------------------------------------- |
| Светски рекорд                                    | Пенти Никула                                  | Финска                                        | 4,94                                          | Kauhava, Финска                               | 22. јун 1962                                  |
| Европски рекорд                                   | Пенти Никула                                  | Финска                                        | 4,94                                          | Kauhava, Финска                               | 22. јун 1962                                  |
| Рекорди европских првенстава                      | Елес Ландстрен                                | Финска                                        | 4,50                                          | Стокхолм, Шведска                             | 22. август 1958.                              |
| Рекорди европских првенстава                      | Манфред Пројсгер                              | Немачка                                       | 4,50                                          | Стокхолм, Шведска                             | 22. август 1958.                              |
| Рекорди европских првенстава                      | Владимир Булатов                              | Совјетски Савез                               | 4,50                                          | Стокхолм, Шведска                             | 22. август 1958.                              |
| Рекорди после завршетка Европског првенства 1962. |                                               |                                               |                                               |                                               |                                               |
| Рекорди европских првенстава                      | Пенти Никула                                  | Финска                                        | 4,80                                          | Београд, Југославија                          | 15. септембар 1962.                           |

## Освајачи медаља
|                     |                             |                      |
| Пенти Никула Финска | Рудолф Томашек Чехословачка | Кауко Нистрем Финска |

## Сатница
| Датум               | Време | Ниво          |
| ------------------- | ----- | ------------- |
| 13. септембар 1962. | -     | Квалификације |
| 15. септембар 1962. | 14:00 | Финале        |

## Квалификациона норма
| дворана или отворено |
| -------------------- |
| 4,40 м               |

## Резултати

### Квалификације
Квалификациона норма за улазак у финале износила је 4,40 м (КВ) коју је прескочило 14 такмичара.
| Пласман | Атлетичар           | Земља        | Време | Белешке |
| ------- | ------------------- | ------------ | ----- | ------- |
| 1.      | Janusz Gronowski    | Пољска       | 4,40  | КВ      |
| 2.      | Klaus Lehnertz      | Немачка      | 4,40  | КВ      |
| 3.      | Maurice Houvion     | Француска    | 4,40  | КВ      |
| 4.      | Günter Malcher      | Немачка      | 4,40  | КВ      |
| 5.      | Кауко Нистрем       | Финска       | 4,40  | КВ      |
| 6.      | Игор Петренко       | СССР         | 4,40  | КВ      |
| 7.      | Risto Ankio         | Финска       | 4,40  | КВ      |
| 8.      | Kjell Hovik         | Норвешка     | 4,40  | КВ      |
| 9.      | Роман Лешек         | Југославија  | 4,40  | КВ      |
| 10.     | Bernard Balastre    | Француска    | 4,40  | КВ      |
| 11.     | Manfred Preußger    | Немачка      | 4,40  | КВ      |
| 12.     | Petre Astafei       | Румунија     | 4,40  | КВ      |
| 13.     | Рудолф Томашек      | Чехословачка | 4,40  | КВ      |
| 14.     | Пенти Никула        | Финска       | 4,40  | КВ      |
| 15.     | Gérard Barras       | Швајцарска   | 4,30  |         |
| 16.     | Мирко Кузмановић    | Југославија  | 4,30  |         |
| 17.     | Димитар Хлебаров    | Бугарска     | 4,30  |         |
| 18.     | Mikael Schie        | Норвешка     | 4,20  |         |
| 19.     | Франц Рајко         | Југославија  | 4,20  |         |
| 20.     | Reidulv Førde       | Норвешка     | 4,20  |         |
| 21.     | Христос Папаниколау | Грчка        | 4,20  |         |
| 22.     | Валбјерн Торлауксон | Исланд       | 4,10  |         |
| 23.     | Ролан Грас          | Француска    | 4,00  |         |

### Финале
| Пласман | Атлетичар        | Држава       | Време | Белешке |
| ------- | ---------------- | ------------ | ----- | ------- |
|         | Пенти Никула     | Финска       | 4,80  | РЕП     |
|         | Рудолф Томашек   | Чехословачка | 4,60  |         |
|         | Кауко Нистрем    | Финска       | 4,60  |         |
| 4       | Risto Ankio      | Финска       | 4,55  |         |
| 5       | Maurice Houvion  | Француска    | 4,55  |         |
| 6       | Роман Лешек      | Југославија  | 4,55  | НР      |
| 7       | Günter Malcher   | Немачка      | 4,50  |         |
| 8       | Manfred Preußger | Немачка      | 4,50  |         |
| 9       | Bernard Balastre | Француска    | 4,50  |         |
| 10      | Игор Петренко    | СССР         | 4,40  |         |
| 11      | Petre Astafei    | Румунија     | 4,40  |         |
| 12      | Kjell Hovik      | Норвешка     | 4,40  |         |
| 13      | Klaus Lehnertz   | Немачка      | 4,30  |         |
| 14      | Janusz Gronowski | Пољска       | 4,30  |         |